# Bryocryptella tubulata
Bryocryptella tubulata is een mosdiertjessoort uit de familie van de Bryocryptellidae. De wetenschappelijke naam van de soort is, als Porella tubulata, voor het eerst geldig gepubliceerd in 1861 door Busk.